# Бассер (профессия)
Бассер (англ. busser; также англ. busboy, англ. busgirl) — работник ресторанного или общественного питания, помощник на кухне или в обслуживающей части ресторанов, помогает поварам и официантам. Бассеру могут быть поручены и другие задачи, например, обслуживание столового серебра, мытьё мелкой относительно чистой посуды (стаканов, кружек, рюмок и т. д.) вручную.

## Описание
Есть два типа официантов: служебный бассер и кухонный бассер. Бассеры, работающие в отделе обслуживания, обычно отвечают за уборку столов, доставку грязной посуды в посудомоечную машину, размещение столиков в залах или на летних площадках, пополнения продуктов на столе (специи: соль, сахар, перец и т. д.) и приспособлений или мелких вещей (зубочистки, салфетки и т. д.), а также помогают официантам. Бассеры, работающие на кухне, помогают поварам во время приготовления и украшения блюд, а также помогают с мойкой посуды.
После мытья и сушки столовые приборы сортируются, посуда укладывается в штабели, а затем убирается.
Код работы в странах Европы согласно классификатора — G1605.

## Навыки и умения
Дипломы или сертификаты для этой работы не предусматриваются, наём на работу осуществляется, как правило, без предварительного образования, подготовки или опыта. Обучение проводится на месте работодателем.
Некоторые обязанности бассеров зависят от того, где они работают.